# Work (Rihanna)
"Work" is een single van de Barbardiaanse zangeres Rihanna samen met de Canadese rapper Drake van Rihanna's achtste studioalbum Anti, dat in 2016 uitkwam. De single kwam uit op 27 januari 2016 en is geschreven door Rihanna, Drake, PartyNextDoor, Allen Ritter, Rupert Thomas, R. Stephenson, Monte Moir en Boi-1da.

## Achtergrondinformatie
"Work" werd een groot commercieel succes en behaalde de nummer-één positie in de Billboard Hot 100, en werd daarmee ook Rihanna's veertiende nummer-één notering in de Amerikaanse hitlijst. Daarnaast haalde de single ook de eerste positie in Canada, Frankrijk en Nederland. In Australië, Nieuw-Zeeland, Engeland en Duitsland kwam "Work" in de top-vijf terecht.

## Videoclip
Voor "Work" zijn er twee videoclips uitgebracht op 22 februari 2016. De eerste videoclip is geregisseerd door Director X en de tweede door Tim Erem.

## Tracklijst
| Nr. | Titel            | Duur |
| --- | ---------------- | ---- |
| 1.  | Work (met Drake) | 3:39 |

| Nr. | Titel                                      | Duur |
| --- | ------------------------------------------ | ---- |
| 1.  | Work (R3hab remix)                         | 3:39 |
| 2.  | Work (R3hab extended remix)                | 3:59 |
| 3.  | Work (R3hab extended instrumentale versie) | 3:59 |
| 4.  | Work (BURNS' Late Night Rollin remix)      | 3:43 |
| 5.  | Work (Bad Royale remix)                    | 3:42 |
| 6.  | Work (Lost Kings remix)                    | 4:19 |
| 7.  | Work (Lost Kings extended remix)           | 4:50 |
| 8.  | Work (Yah Yahz remix)                      | 5:28 |

## Hitnoteringen

### Nederlandse Top 40
| Hitnotering: 20-02-2016 t/m 28-05-2016 | Hitnotering: 20-02-2016 t/m 28-05-2016 | Hitnotering: 20-02-2016 t/m 28-05-2016 | Hitnotering: 20-02-2016 t/m 28-05-2016 | Hitnotering: 20-02-2016 t/m 28-05-2016 | Hitnotering: 20-02-2016 t/m 28-05-2016 | Hitnotering: 20-02-2016 t/m 28-05-2016 | Hitnotering: 20-02-2016 t/m 28-05-2016 | Hitnotering: 20-02-2016 t/m 28-05-2016 | Hitnotering: 20-02-2016 t/m 28-05-2016 | Hitnotering: 20-02-2016 t/m 28-05-2016 | Hitnotering: 20-02-2016 t/m 28-05-2016 | Hitnotering: 20-02-2016 t/m 28-05-2016 | Hitnotering: 20-02-2016 t/m 28-05-2016 | Hitnotering: 20-02-2016 t/m 28-05-2016 | Hitnotering: 20-02-2016 t/m 28-05-2016 | Hitnotering: 20-02-2016 t/m 28-05-2016 |
| Week:                                  | 1                                      | 2                                      | 3                                      | 4                                      | 5                                      | 6                                      | 7                                      | 8                                      | 9                                      | 10                                     | 11                                     | 12                                     | 13                                     | 14                                     | 15                                     |                                        |
| -------------------------------------- | -------------------------------------- | -------------------------------------- | -------------------------------------- | -------------------------------------- | -------------------------------------- | -------------------------------------- | -------------------------------------- | -------------------------------------- | -------------------------------------- | -------------------------------------- | -------------------------------------- | -------------------------------------- | -------------------------------------- | -------------------------------------- | -------------------------------------- | -------------------------------------- |
| Positie:                               | 16                                     | 7                                      | 3                                      | 2                                      | 3                                      | 3                                      | 6                                      | 10                                     | 13                                     | 21                                     | 24                                     | 26                                     | 27                                     | 32                                     | 37                                     | uit                                    |

### NederlandseSingle Top 100
| Hitnotering: 06-02-2016 t/m 10-09-2016 | Hitnotering: 06-02-2016 t/m 10-09-2016 | Hitnotering: 06-02-2016 t/m 10-09-2016 | Hitnotering: 06-02-2016 t/m 10-09-2016 | Hitnotering: 06-02-2016 t/m 10-09-2016 | Hitnotering: 06-02-2016 t/m 10-09-2016 | Hitnotering: 06-02-2016 t/m 10-09-2016 | Hitnotering: 06-02-2016 t/m 10-09-2016 | Hitnotering: 06-02-2016 t/m 10-09-2016 | Hitnotering: 06-02-2016 t/m 10-09-2016 | Hitnotering: 06-02-2016 t/m 10-09-2016 | Hitnotering: 06-02-2016 t/m 10-09-2016 | Hitnotering: 06-02-2016 t/m 10-09-2016 | Hitnotering: 06-02-2016 t/m 10-09-2016 | Hitnotering: 06-02-2016 t/m 10-09-2016 | Hitnotering: 06-02-2016 t/m 10-09-2016 | Hitnotering: 06-02-2016 t/m 10-09-2016 | Hitnotering: 06-02-2016 t/m 10-09-2016 |
| Week:                                  | 1                                      | 2                                      | 3                                      | 4                                      | 5                                      | 6                                      | 7                                      | 8                                      | 9                                      | 10                                     | 11                                     | 12                                     | 13                                     | 14                                     | 15                                     | 16                                     | 17                                     |
| -------------------------------------- | -------------------------------------- | -------------------------------------- | -------------------------------------- | -------------------------------------- | -------------------------------------- | -------------------------------------- | -------------------------------------- | -------------------------------------- | -------------------------------------- | -------------------------------------- | -------------------------------------- | -------------------------------------- | -------------------------------------- | -------------------------------------- | -------------------------------------- | -------------------------------------- | -------------------------------------- |
| Positie:                               | 99                                     | 13                                     | 4                                      | 1                                      | 1                                      | 2                                      | 2                                      | 4                                      | 4                                      | 7                                      | 8                                      | 10                                     | 14                                     | 16                                     | 21                                     | 28                                     | 30                                     |
| Week:                                  | 18                                     | 19                                     | 20                                     | 21                                     | 22                                     | 23                                     | 24                                     | 25                                     | 26                                     | 27                                     | 28                                     | 29                                     | 30                                     | 31                                     | 32                                     |                                        |                                        |
| Positie:                               | 30                                     | 34                                     | 35                                     | 42                                     | 51                                     | 53                                     | 57                                     | 58                                     | 66                                     | 72                                     | 76                                     | 72                                     | 74                                     | 88                                     | 98                                     | uit                                    |                                        |

### NederlandseMega Top 50
| Hitnotering: 06-02-2016 t/m 21-05-2016 | Hitnotering: 06-02-2016 t/m 21-05-2016 | Hitnotering: 06-02-2016 t/m 21-05-2016 | Hitnotering: 06-02-2016 t/m 21-05-2016 | Hitnotering: 06-02-2016 t/m 21-05-2016 | Hitnotering: 06-02-2016 t/m 21-05-2016 | Hitnotering: 06-02-2016 t/m 21-05-2016 | Hitnotering: 06-02-2016 t/m 21-05-2016 | Hitnotering: 06-02-2016 t/m 21-05-2016 | Hitnotering: 06-02-2016 t/m 21-05-2016 | Hitnotering: 06-02-2016 t/m 21-05-2016 | Hitnotering: 06-02-2016 t/m 21-05-2016 | Hitnotering: 06-02-2016 t/m 21-05-2016 | Hitnotering: 06-02-2016 t/m 21-05-2016 | Hitnotering: 06-02-2016 t/m 21-05-2016 | Hitnotering: 06-02-2016 t/m 21-05-2016 | Hitnotering: 06-02-2016 t/m 21-05-2016 | Hitnotering: 06-02-2016 t/m 21-05-2016 |
| Week:                                  | 1                                      | 2                                      | 3                                      | 4                                      | 5                                      | 6                                      | 7                                      | 8                                      | 9                                      | 10                                     | 11                                     | 12                                     | 13                                     | 14                                     | 15                                     | 16                                     |                                        |
| -------------------------------------- | -------------------------------------- | -------------------------------------- | -------------------------------------- | -------------------------------------- | -------------------------------------- | -------------------------------------- | -------------------------------------- | -------------------------------------- | -------------------------------------- | -------------------------------------- | -------------------------------------- | -------------------------------------- | -------------------------------------- | -------------------------------------- | -------------------------------------- | -------------------------------------- | -------------------------------------- |
| Positie:                               | 42                                     | 24                                     | 11                                     | 7                                      | 1                                      | 2                                      | 7                                      | 8                                      | 12                                     | 16                                     | 18                                     | 21                                     | 34                                     | 34                                     | 46                                     | 50                                     | uit                                    |

## Releasedata
| Land                | Releasedatum    | Formaat        | Label                     |
| ------------------- | --------------- | -------------- | ------------------------- |
| Australië           | 27 januari 2016 | Muziekdownload | Roc Nation, Westbury Road |
| Brazilië            | 27 januari 2016 | Muziekdownload | Roc Nation, Westbury Road |
| Canada              | 27 januari 2016 | Muziekdownload | Roc Nation, Westbury Road |
| Duitsland           | 27 januari 2016 | Muziekdownload | Roc Nation, Westbury Road |
| Frankrijk           | 27 januari 2016 | Muziekdownload | Roc Nation, Westbury Road |
| Italië              | 27 januari 2016 | Muziekdownload | Roc Nation, Westbury Road |
| Nederland           | 27 januari 2016 | Muziekdownload | Roc Nation, Westbury Road |
| Nieuw-Zeeland       | 27 januari 2016 | Muziekdownload | Roc Nation, Westbury Road |
| Spanje              | 27 januari 2016 | Muziekdownload | Roc Nation, Westbury Road |
| Verenigd Koninkrijk | 27 januari 2016 | Muziekdownload | Roc Nation, Westbury Road |
| Verenigde Staten    | 27 januari 2016 | Muziekdownload | Roc Nation, Westbury Road |